# IC 1628
IC 1628 ist eine elliptische Galaxie vom Hubble-Typ E/S0/P im Sternbild Sculptor am Südsternhimmel. Sie ist schätzungsweise 254 Millionen Lichtjahre von der Milchstraße entfernt und hat einen Durchmesser von etwa 80.000 Lichtjahren. 

Im selben Himmelsareal befindet sich u. a. die Galaxie NGC 423.
Das Objekt wurde am 12. Oktober 1897 von dem französischen Astronomen Lewis Swift entdeckt.